# 陳高雲

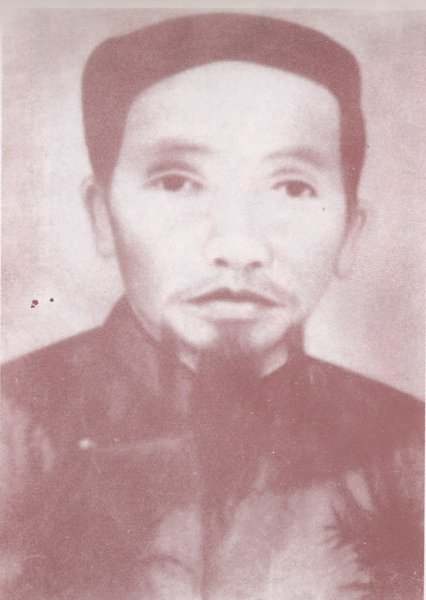
陳高雲

陈高云（越南语：／；1866年—1916年5月17日），越南革命家，越南獨立運動人士，越南光复会重要领导者，广南奠磐府（今属奠磐市社）人。
生于1866年。本是阮朝一名官员，1898年被卷入一次起义，后失败被捕，先是在会安被囚禁了一段时间，后被法国殖民者囚禁在昆仑岛监狱6年。维新帝即位后当上了一个官位，1916年维新帝号召群众响应由潘佩珠所领导之越南光复会所发动之革命行动，陈高云和蔡璠也参加了这次行动，企图以此驱逐法国殖民势力，帮助维新帝。然而，此计划却不慎被泄漏出去。法国很快的就派遣军队镇压，陈高云与蔡璠一起被捕，押送顺化斩首，终年50岁。
越南共产党領導人胡志明對陈高云甚為尊敬。現今越南有不少街道以他的名字命名。